# Jean Duverger
Jean Duverger (5 de abril de 1973, Cosamaloapan, Veracruz) es un actor, presentador, bailarín mexicano, de ancestros franco-haitianos.

## Trayectoria
Duverger estudió entre 1981 a 1983 en el Centro de Educación Artística (CEA), ubicado en las instalaciones de Televisa San Ángel. Fue durante años bailarín de la cantante Yuri (entre 1991 a 1998). En 1992 entró al grupo Timbiriche para ser parte de la nueva alineación, tras la expulsión de Kenya Hijuelos. Aunque Duverger no era cantante sino bailarín, participó en 1992 en los discos "Timbiriche XI" (presentaciones, mas no en la grabación); y en 1993 en "Timbiriche XII", su voz se escucha en las canciones "Qué onda contigo" y "Nos vamos al mundial" lanzadas en 1994. Ese mismo año, Timbiriche se desintegró. 
Duverger ha trabajado como actor de teatro (Vaselina y La palomilla), televisión (telenovelas como Vivo por Elena, El privilegio de amar y Las Juanas) y cine (Última Llamada -1996- y Zurdo -2003-). Además participó como conductor en programas como: "Ritmoson", "Mejores amigos" y "Elektrízate" y fue concursante en el programa de baile "Bailando por un millón". Participó en el Mundial de Alemania para Televisión Azteca, en la sección "Alemania de sol a sol" junto a María Inés Guerra y Alejandra Uridiaín.
En la actualidad es copresentador de la versión mexicana del programa "NET." de la cadena de televisión Fox Sports y propietario/director de una escuela de baile. Durante la veda electoral de 2015 Jean Duverger, reveló que le ofrecieron como 200 mil pesos por 3 tuits para apoyar al PVEM, lo cual no aceptó.

### Cine
- Última llamada (1996) En el papel
- Zurdo (2003) En el papel de Capul

### Telenovelas
- Vivo por Elena (1998) en el papel de "El Güero" / "El Negro"
- El privilegio de amar (1998-1999) como Exposimetro
- Las Juanas (2004-2005) como "Todo mundo"

### Programas de Televisión
- Fox sports (1995) Como conductor (Desde 1995 - actualmente).
- Ritmoson (1996) Como conductor (entre 1996 a 1998).
- ¿Qué nos pasa? (1998)
- Mejores amigos (2000) Como conductor (Durante 2000 a 2001).
- Elektrízate (programa de concursos) (2005) Como conductor.[6]
- Bailando por un millón (2005) Como concursante.[7]
- Nocturninos de MVS (2009 y 2012) Como conductor.
- Fútbol para todos (2008) Conductor de la versión mexicana.
- El Último Pitazo (2014) (MVS) Conductor principal.
- Fox para todos (2014-2016) Conductor de la versión mexicana.
- NET (nunca es tarde) (2017-2019) Conductor de la versión mexicana.
- Sale el Sol (2022-2023) de Imagen Televisión - Conductor
- Miembros al aire (2023) - Invitado

## Discografía dentro del grupo Timbiriche
- Timbiriche 11 (1992)
- Timbiriche XII (1993)